# بازاندیشی زبان فارسی
بازاندیشی زبان فارسی: ده مقاله، نام کتابی دربارهٔ زبان فارسی است که آن را متفکر ایرانی، داریوش آشوری، نوشته است. مجموعهٔ مقاله‌های این کتاب، بین سال‌های ۱۳۵۵ تا ۱۳۷۵ خورشیدی، برای نشریه‌های مختلف نگاشته شده و برای نشر در این کتاب، مورد بازنگری قرار گرفته‌اند.( صفحه‌ی۷)
کتاب بازاندیشی زبان فارسی، بیش از همه به آسیب‌شناسی زبان فارسی و بررسی ریشه تاریخی این آسیب‌ها و عقب‌ماندگی‌ها می‌پردازد، به مقایسهٔ تمدنِ ایرانی و تمدنِ مدرن و دگردیسی‌های زبان در اثرِ برخوردِ این دو تمدن با هم توجه می‌کند و ضمنِ بیانِ رابطهٔ بینِ زبانِ یک جامعه با فرهنگِ آن، می‌کوشد تا با بازاندیشی و برطرف کردنِ مشکل‌های زبانیِ این جامعه، راه حلِ برطرف شدنِ مشکل‌ها و معضل‌های جامعهٔ ایرانی را بیابد.

## فصل‌ها
- دیباچه
- پیشگفتار
- پیرامونِ نثرِ فارسی و واژه‌سازی
- پسوندِ «ایسم» و مسئلهٔ برابریابی برای آن در فارسی
- نگاهی دیگر به دگردیسیِ زبانِ فارسی
- روحِ علمی و زبانِ علمی
- بازاندیشیِ زبانِ فارسی
- دگرگونی واژگانِ فارسی
- چند پیشنهاد دربارهٔ روشِ نگارش و خط فارسی
- زبانِ فارسی و کارکردهای تازهٔ آن
- علم و زبانِ علمی
- سرهم‌نویسی و جدانویسی

## شیوهٔ تشکیل
این کتاب، نخستین بار در سال ۱۳۷۲ با نامِ «بازاندیشیِ زبانِ فارسی: نه مقاله» انتشار یافت. این مجموعه، شاملِ سخنرانی‌ها و مقاله‌هایی می‌شد که داریوش آشوری آن‌ها را در طیِ دو دهه ارائه کرده و در مجله‌ها و نشریه‌های مختلف چون نگین، رودکی، نشرِ دانش، نقدِ آگاه و کلک به چاپ رسانده بود. در سال ۱۳۷۵، با اضافه شدنِ مقالهٔ جدیدی به این کتاب، نامِ فرعیِ آن به  ده مقاله تغییر یافت. نامِ این مقاله، «سرهم‌نویسی و جدانویسی» بود و پیش‌تر، در همان سال، در مجلهٔ نگاه، نشر یافته بود. در بینِ مقاله‌های این مجموعه، عنوانِ یکی از مقاله‌ها نیز موردِ ویرایش قرار گرفته است. مقالهٔ «پیرامونِ نثرِ فارسی و واژه‌سازی» — که قدیمی‌ترین مقالهٔ این کتاب نیز می‌باشد — با نامِ اصلیِ «فارسیِ دری و فارسیِ دری‌وری» در سال ۱۳۵۵ در مجلهٔ نگین ارائه گردیده بود.( ص. ۷)

## دیدگاه‌های کتاب

### ریشه‌یابی تاریخی مشکل
آشوری در این کتاب، دو هدف را دنبال می‌کند. نخست می‌کوشد که مشکل‌های فعلیِ زبانِ فارسی را ریشه‌یابی کند و دوم آن‌که این مشکل‌ها را چاره‌جویی کند.( ص. ۱۱) در بخشِ نخست، آشوری با بررسیِ میزانِ آمیختگیِ واژه‌های عربی با واژه‌های فارسی، در اثرهای نثر فارسی، نشان می‌دهد که این میزان، به شکلِ عجیبی از پایانِ سدهٔ ششم و با کاهشِ نفوذِ سیاسیِ عربان در ایران، رو به افزایش می‌نهد. ( ص. ۲۰ نیز ص. ۱۰۲) ویران‌گرانِ زبانِ فارسی -کسانی که واژه‌ها و عبارت‌های سنگین و درشتِ عربی را به زبانِ فارسی آوردند.- پیش از همه و بیش از همه منشی‌های درباری بوده‌اند که واژه‌ها نزدشان به جایِ آن‌که حاملِ معانی و بیان باشد، هم‌چون ابزاری برای نشان دادنِ «فضل» و «دانش» بوده است. ( ص. ۲۰) بنابراین گناهِ آمیختگی واژگان عربی با فارسی، آن‌گونه که آشوری می‌گوید:

«نه به گردن هیچ عرب و عرب‌زبانی است و نه آمیختگیِ طبیعی زبان فارسی و عربی، به علتِ رابطهٔ همه جانبهٔ با یکدیگر، علت آن‌است، بلکه رشد یک بیماری به نام "سواد" و "فضل" آن را پدید آورده... ( ص. ۱۰۳)»

### مشکل‌های زبان فارسی
آشوری بزرگ‌ترین گرفتاریِ نثر فارسی را، جدایی اندک‌اندکِ زبان گفتار و نوشتار می‌داند ( ص. ۱۴) که سبب می‌شود ما، آن‌چه را که در ذهن داریم، بی‌درنگ ننویسیم، بلکه آن را با عبارت‌های غریب، قالبی و جعلی آمیخته کنیم و سپس به روی کاغذ بیاوریم. ( ص. ۱۵) دیگر مشکلِ امروزیِ زبان فارسی، برخوردِ سنت‌پرستانه با زبان است که به سبب نگرانی از بریده شدنِ رابطهٔ زبان با «میراث فرهنگی»، راه را بر دگرگونی و بازسازی زبان می‌بندد. ( ص. ۸۰ و نیز ص. ۱۰۵) آشوری هم‌چنین برای زبان‌نگاره یا رسم‌الخط زبان فارسی نیز مشکل‌هایی را بر می‌شمارد؛ یکسانی و شباهتِ بین شکل حرف‌های آن، فراوان بودنِ نقطه‌های حروفِ آن، بدون قاعده بودن سرهم‌نویسی‌ها و جدانویسی‌ها در آن، تعدادِ زیادِ حروفِ با صدایِ یکسان و نبودنِ نشانه برای برخی از مصوت‌های آن از جملهٔ مشکل‌های زبان‌نگارهٔ زبان فارسی است ( ص. ۱۳۱) که هر چند از نظر زیبایی‌شناسیک سبب برتری بر زبان‌های منطقی و قاعده‌مند (چون لاتینی) می‌شود، اما برای یک زبان علمی محدودیت‌هایی را فراهم می‌آورد. ( ص. ۱۷۶)